# Платинагаллий
Платинагаллий — бинарное неорганическое соединение
платины и галлия
с формулой GaPt,
кристаллы.

## Получение
- Сплавление стехиометрических количеств чистых веществ:

{\displaystyle {\mathsf {Pt+Ga\ {\xrightarrow {1104^{o}C}}\ GaPt}}}

## Физические свойства
Платинагаллий образует кристаллы
кубической сингонии,
пространственная группа P 213,
параметры ячейки a = 0,4910 нм, Z = 4,
структура типа силицида железа FeSi
.
Соединение конгруэнтно плавится при температуре 1104 °C.
При температуре 1,74 К переходит в сверхпроводящее состояние.